# Amilly (Eure-et-Loir)
Amilly is een gemeente in het Franse departement Eure-et-Loir (regio Centre-Val de Loire). De plaats maakt deel uit van het arrondissement Chartres. Amilly telde op 1 januari 2022 1.823 inwoners.

## Geografie
De oppervlakte van Amilly bedroeg op 1 januari 2022 20,01 vierkante kilometer; de bevolkingsdichtheid was toen 91,1 inwoners per km².

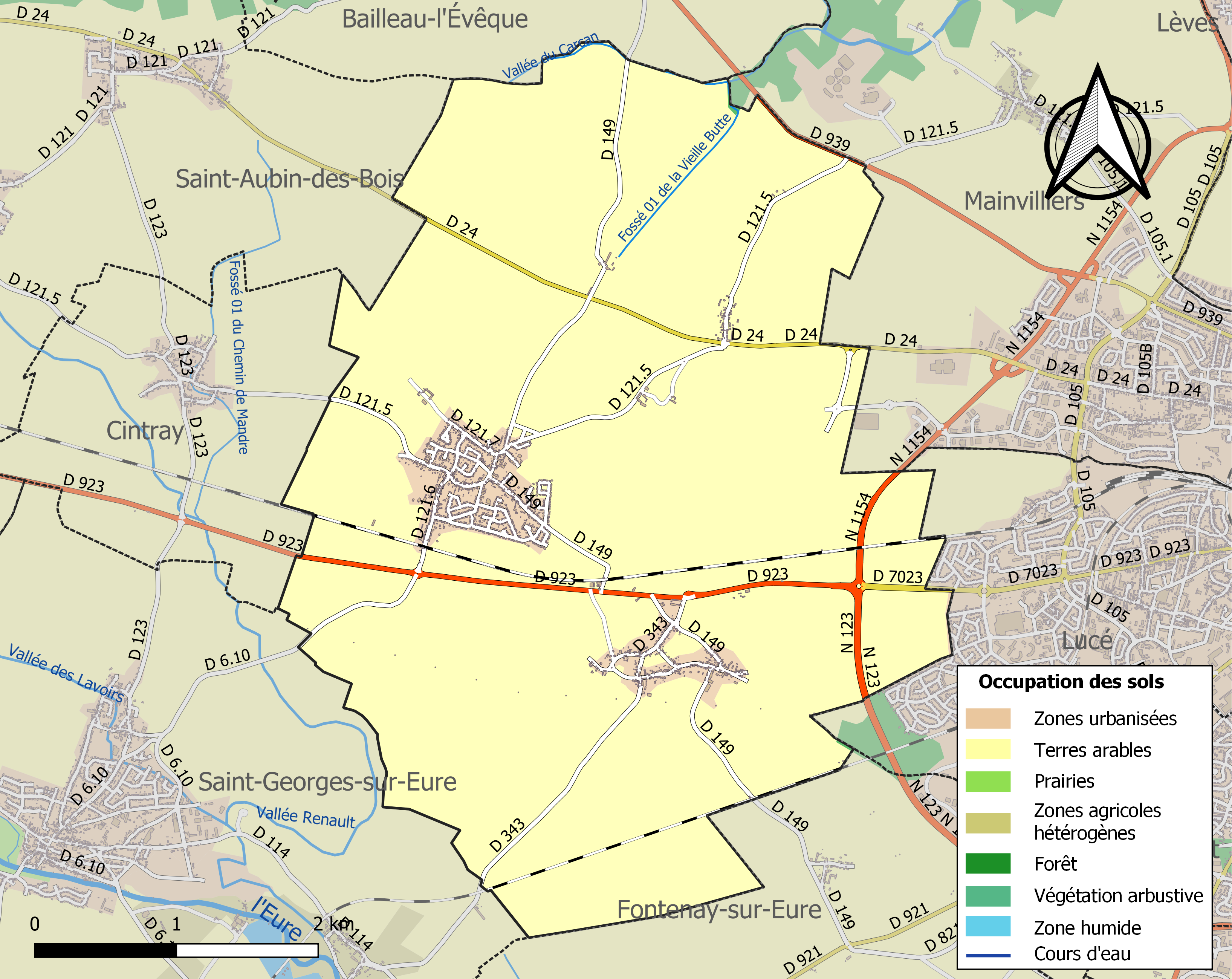
Kaart van de gemeente met belangrijkste infrastructuur, bodemgebruik en omliggende gemeenten

## Verkeer en vervoer
In de gemeente ligt spoorwegstation Amilly-Ouerray.

## Demografie
Onderstaande figuur toont het verloop van het inwonertal (bron: INSEE-tellingen).